# Megan Thee Stallion
Megan Jovon Ruth Pete (Houston, Texas, 15 de febrero de 1995), conocida artísticamente como Megan Thee Stallion, es una rapera, cantante, compositora y actriz estadounidense. Originaria de Houston, Texas, llamó la atención por primera vez cuando los videos de sus improvisaciones se volvieron populares en plataformas de redes sociales como Instagram. Firmó con 1501 Certified Entertainment en 2018 y alcanzó el éxito mainstream al año siguiente con el lanzamiento de sus sencillos «Hot Girl Summer» (con Ty Dolla Sign y Nicki Minaj) y «Cash Shit» (con DaBaby); el primero alcanzó el número 11 en el Billboard Hot 100, mientras que el segundo recibió la certificación de cuádruple platino por la Recording Industry Association of America (RIAA). «Cash Shit» también se incluyó en su mixtape comercial Fever (2019), seguido por su EP Suga (2020), ambos alcanzando el top diez en el Billboard 200.
Megan Thee Stallion obtuvo dos canciones número uno en el Billboard Hot 100 en 2020 con su sencillo «Savage Remix» (con Beyoncé) y su aparición en el sencillo de Cardi B «WAP». La primera ganó dos premios Grammy: «Mejor Interpretación de Rap» y «Mejor Canción de Rap», mientras que la segunda se convirtió en su primera canción número uno en varios mercados internacionales, incluido el Billboard Global 200. Su álbum de estudio debut, Good News (2020), fue recibido con éxito crítico y comercial, alcanzando el número dos en el Billboard 200. De este álbum se desprendió el sencillo «Body», que la convirtió en la primera artista femenina en lanzar tres canciones número uno en la lista de Streaming Songs en un año. Su álbum recopilatorio Something for Thee Hotties (2021) alcanzó el número cinco en el Billboard 200 y produjo el sencillo «Thot Shit», que se ubicó en el top 20 del Billboard Hot 100 y recibió una nominación al Grammy. Su sencillo de 2022 «Sweetest Pie» (con Dua Lipa) tuvo un éxito similar y precedió el lanzamiento de su segundo álbum de estudio Traumazine (2022), que alcanzó el número cuatro en el Billboard 200. En 2024, su sencillo «Hiss» de su tercer álbum de estudio Megan (2024) se convirtió en su primera canción en solitario en alcanzar el número uno en el Billboard Hot 100 y la hizo la primera rapera femenina en solitario en debutar en la cima del Billboard Global 200.
En julio de 2020, Megan Thee Stallion fue herida de un disparo en el pie por el rapero canadiense Tory Lanez en el barrio de Hollywood Hills en Los Ángeles. El tiroteo fue un elemento temático importante de su álbum debut Good News. En diciembre de 2022, Lanez fue condenado por todos los cargos relacionados con el ataque a ella. Después del juicio por el tiroteo y tras una prolongada disputa legal con su sello discográfico, Megan Thee Stallion se separó de 1501 y 300 Entertainment en 2023 a favor de una carrera como artista independiente.
Megan ha recibido varios reconocimientos en su carrera, incluidos seis premios BET, cinco premios BET Hip Hop, cuatro American Music Awards, dos MTV Video Music Awards, un premio Billboard Women in Music y tres premios Grammy. En la 63.ª edición de los premios Grammy, se convirtió en la segunda rapera femenina en ganar el premio a «Mejor Artista Nuevo» (después de Lauryn Hill en 1999). En 2020, la revista Time la nombró una de las 100 personas más influyentes del mundo en su lista anual.

## Biografía
Megan Jovon Ruth Pete nació el 15 de febrero de 1995 en San Antonio, Texas; su madre, Holly Thomas, se mudó inmediatamente a Houston después de su nacimiento. Thomas rapeaba bajo el nombre de «Holly-Wood» y llevaba a su hija a las sesiones de grabación en lugar de dejarla en la guardería. Pete creció en el barrio de South Park de Houston y se mudó con su madre a Pearland a los 14 años, donde vivió hasta los 18. Pete comenzó a escribir raps a los 14 años. Cuando finalmente le mostró a Thomas sus habilidades de rap a los 18 años, Thomas le pidió a Pete que esperara hasta los 21 años para dedicarse al rap como carrera. Su madre comentó que sus letras eran demasiado sugerentes sexualmente para su corta edad. Pete asistió a Pearland High School y se graduó en 2013. Su padre murió durante su primer año de secundaria.
En 2013, mientras Pete era estudiante de primer año en la Universidad Prairie View A&M, comenzó a subir videos de ella misma improvisando en las redes sociales. Un clip de ella compitiendo contra oponentes masculinos en un «cypher» se volvió viral. La exposición la ayudó a ganar una mayor presencia digital y seguidores en las redes sociales. Ganó seguidores publicando sus improvisaciones en su Instagram mientras estaba en la universidad. Pete se refiere a sus fans como «hotties» y atribuye su éxito temprano a su base de fans «hiperactiva». Después de tomarse un tiempo fuera de la escuela para dedicarse a la música, regresó a casa y reanudó sus estudios en la Universidad del Sur de Texas. Se graduó el 11 de diciembre de 2021 con una licenciatura en administración de salud.
Pete adoptó el nombre artístico de «Megan Thee Stallion» después de que la llamaran «stallion» durante su adolescencia debido a su altura (1,78 m) y su cuerpo «thicc»; las mujeres voluptuosas y de figura esbelta en el sur de los Estados Unidos a veces son llamadas coloquialmente «stallions».

## Carrera

### 2016–2017: Sus comienzos
En 2016, Megan Thee Stallion lanzó su primer sencillo «Like a Stallion». Esto fue seguido por los pequeños mixtapes exclusivos de SoundCloud Rich Ratchet más tarde ese año, y Megan Mix en 2017. En septiembre de 2017, Megan Thee Stallion hizo su debut profesional en solitario con el EP Make It Hot, lanzado comercialmente. El sencillo del EP «Last Week in HTx» se convirtió en su sencillo más exitoso durante este tiempo, acumulando varios millones de vistas en YouTube. En 2017, Megan Thee Stallion lanzó la canción «Stalli (Freestyle)», una reelaboración de la canción «Look at Me!» del fallecido músico XXXTentacion.
Alrededor de este tiempo, Megan Thee Stallion audicionó para ser miembro del elenco en Love & Hip Hop: Houston; sin embargo, el propuesto spin-off de la franquicia Love & Hip Hop fue pospuesto indefinidamente en junio de 2016.

### 2018–2019:Tina SnowyFever
A principios de 2018, Megan Thee Stallion firmó con 1501 Certified Entertainment, una etiqueta independiente en Houston propiedad del exjugador de béisbol Carl Crawford. Luego actuó en SXSW en marzo de 2018. En junio de ese año lanzó un EP de 10 canciones bajo la etiqueta llamada Tina Snow. El EP lleva el nombre de su alter ego, a quien ella describe como "una versión más cruda" de sí misma.. Ella declaró en una entrevista con Mic.com que no tiene miedo de hablar sobre sexualidad ni se siente encajonada en la dicotomía "inteligente" o "anormal". El EP fue recibido positivamente por los críticos: Eric Torres de Pitchfork escribió: "ella proporcionó muchos himnos extraños con letras citables para ejercer contra hombres sin mierda"; Revolt describió su flujo como "sin esfuerzo". Nandi Howard de The Fader se refirió a su habilidad para rapear con "ritmo electrizante y precisión".  
En noviembre de 2018, Megan Thee Stallion anunció que había firmado con 300 Entertainment. Es la primera rapera firmada por esta empresa. 
En 2019, lanzó el sencillo «Big Ole Freak» de su EP, Tina Snow, y también filmó un video musical para la canción. El sencillo «Is it Love This Time» se muestra en todo el sencillo. El 15 de abril de 2019, Megan Thee Stallion logró su primera entrada en Billboard Hot 100 en el número 99 con su sencillo «Big Ole Freak», el cual luego alcanzó el número 65 en el Hot 100.
Lanzó otro álbum mixtape, Fever, el 17 de mayo de 2019. El álbum recibió críticas generalmente positivas. Taylor Crumpton de Pitchfork calificó el álbum 8/10 y escribió en la crítica: "la entrega de barras perfectamente ejecutadas de Megan son comparables a las sucesiones de una ametralladora totalmente automática; un objetivo cuidadosamente estudiado de estrofas ardientes que solo podría ser llevado por un rapero con amplio conocimiento de las primeras prácticas del género del rap de batalla". El álbum fue seleccionado como una selección de críticos del NYT, y el crítico Jon Caramanica escribió: "Antes de este álbum, los momentos más destacados de Megan Thee Stallion se produjeron a través de estilos de aparición en la radio, un campo de pruebas familiar para los raperos de una generación anterior, y uno en el que ella ha prosperado. La fiebre, sin embargo, es más cohesiva, pulida y contundente que sus lanzamientos anteriores. La producción, especialmente las canciones de Lil Ju ("Ratchet", "Cash ____", "Realer"), es ominosa y espaciosa, una base sólida y que no distrae". Al escribir para Fader, Amani Bin Shikhan declaró en una reseña: "Esa es la magia de su atractivo y la magia de Fever: escuchar a Thee Stallion se siente como escuchar los consejos de tu novia más entretenida, regañándote amorosamente para que ambos te caguen la mierda juntos y joderlo por uno real".
El 21 de mayo de 2019, lanzó el video musical de la canción del álbum de apertura "Realer", que está inspirado en el estilo de película blaxploitation. El 20 de junio de 2019, que fue anunciado para ser uno de los once artistas incluidos en la edición 12 de XXL ' 'Clase de primer curso'. Su estilo libre en el cypher fue alabado. En julio de 2019, Chance The Rapper lanzó su álbum de estudio debut The Big Day donde Thee Stallion apareció en la canción «Handsome». 
El 2 de agosto de 2019, A Black Lady Sketch Show se estrenó en HBO; el programa utiliza la canción «Hot Girl» de Megan Thee Stallion en la secuencia del título de apertura. El 9 de agosto de 2019, Thee Stallion lanzó el sencillo «Hot Girl Summer», que presenta junto a su colega rapera estadounidense Nicki Minaj y al cantante Ty Dolla Sign. La canción, una oda a su meme viral "verano de chicas calientes", surgió después de una sesión de Instagram Live entre los dos raperos. Superó el <i id="mw1Q">Rolling Stone</i> 100 y alcanzó el número 11 en el Billboard Hot 100. Una semana después, ella apareció en el álbum de recopilación Quality Control: Control the Streets Volume 2 en la pista «Pastor» junto a Quavo y City Girls. 
En septiembre de 2019, Megan Thee Stallion firmó un acuerdo de gestión con Roc Nation. En diciembre, realizó un concierto de NPR Tiny Desk. En enero de 2020, Megan Thee Stallion lanzó el sencillo «Diamonds» con Normani, para la banda sonora de la película de superhéroes Birds of Prey. Ese mismo mes, lanzó el sencillo «B.I.T.C.H.» y apareció en «Fkn Around», canción de Phony Ppl. Apareció en The Tonight Show Starring Jimmy Fallon el 13 de febrero, interpretando «B.I.T.C.H.». En marzo, anunció que su álbum debut, Suga, se retrasó como resultado de su intento de renegociar su contrato con 1501 Certified Entertainment. Comenzó el hashtag #FreeTheeStallion a partir de este problema y señaló que "no entendió algo de la palabrería" cuando firmó el contrato inicial con 1501.

## Arte
Megan Thee Stallion es conocida por su confianza, sensualidad y letras explícitas. Ella presenta su sexualidad a través de sus letras, videos y presentaciones en vivo. En una entrevista con Pitchfork, declaró: "No se trata solo de ser sexy, se trata de tener confianza y de que yo tenga confianza en mi sexualidad".
En una entrevista con Rolling Stone, señaló: "No creo que alguna vez hayamos tenido una rapera que viniera de Houston o Texas y cerrara la boca. Así que de ahí vengo".
Ella cita a Pimp C, Lil Kim, Biggie Smalls y Three 6 Mafia como sus mayores influencias.

## Imagen pública

### Alter egos
En múltiples entrevistas, Megan Thee Stallion se ha referido a sí misma como Tina Snow, una de sus alter egos y también es el nombre de su primer EP. Tina Snow fue influenciada por el alias de Pimp C, Tony Snow, y tiene una actitud similar y un desenvolvimiento sexualmente dominante sin complejos.
"Hot Girl Meg" es otro alter ego que se describe como la encarnación del lado despreocupado y extrovertido de Megan Thee Stallion, que se compara con una "chica universitaria y fiestera". Megan Thee Stallion declaró que presentó a Hot Girl Meg en su álbum, Fever.
En su cuenta de Instagram, Megan Thee Stallion también se refirió a sí misma como "Thee Hood Tyra Banks" mientras promocionaba su canción «Pull up Late» de su EP Make It Hot.

### Hot Girl Summer
Megan originó la frase viral hot girl summer (en español: verano de chicas calientes) en las redes sociales. Ella usó por primera vez la frase en un tuit el 14 de abril de 2018. Más tarde apareció en la portada del álbum Fever, que decía: "Ella es una chica caliente y está trayendo el calor". Ella definió el término como... "mujeres y hombres siendo ellos mismos sin pedir disculpas, simplemente divirtiéndose, promocionando a sus amigos, preocupándote por ti". Megan registró como marca el término hot girl summer. Una canción del mismo nombre fue lanzada el 9 de agosto de 2019.

## Vida personal
La madre de Megan Thee Stallion, Holly Thomas, murió en marzo de 2019 de un tumor cerebral canceroso de larga data (su abuela murió el mismo mes). Además de actuar como gerente de su hija, había influido en la decisión de Megan Thee Stallion de estudiar administración en salud y también ayudó a fomentar su deseo de establecer instalaciones de vivienda asistida en su ciudad natal de Houston, Texas. Según una entrevista de 2019, Megan Thee Stallion está en proceso de escribir una película de terror.

## Disputas legales

### Tiroteo

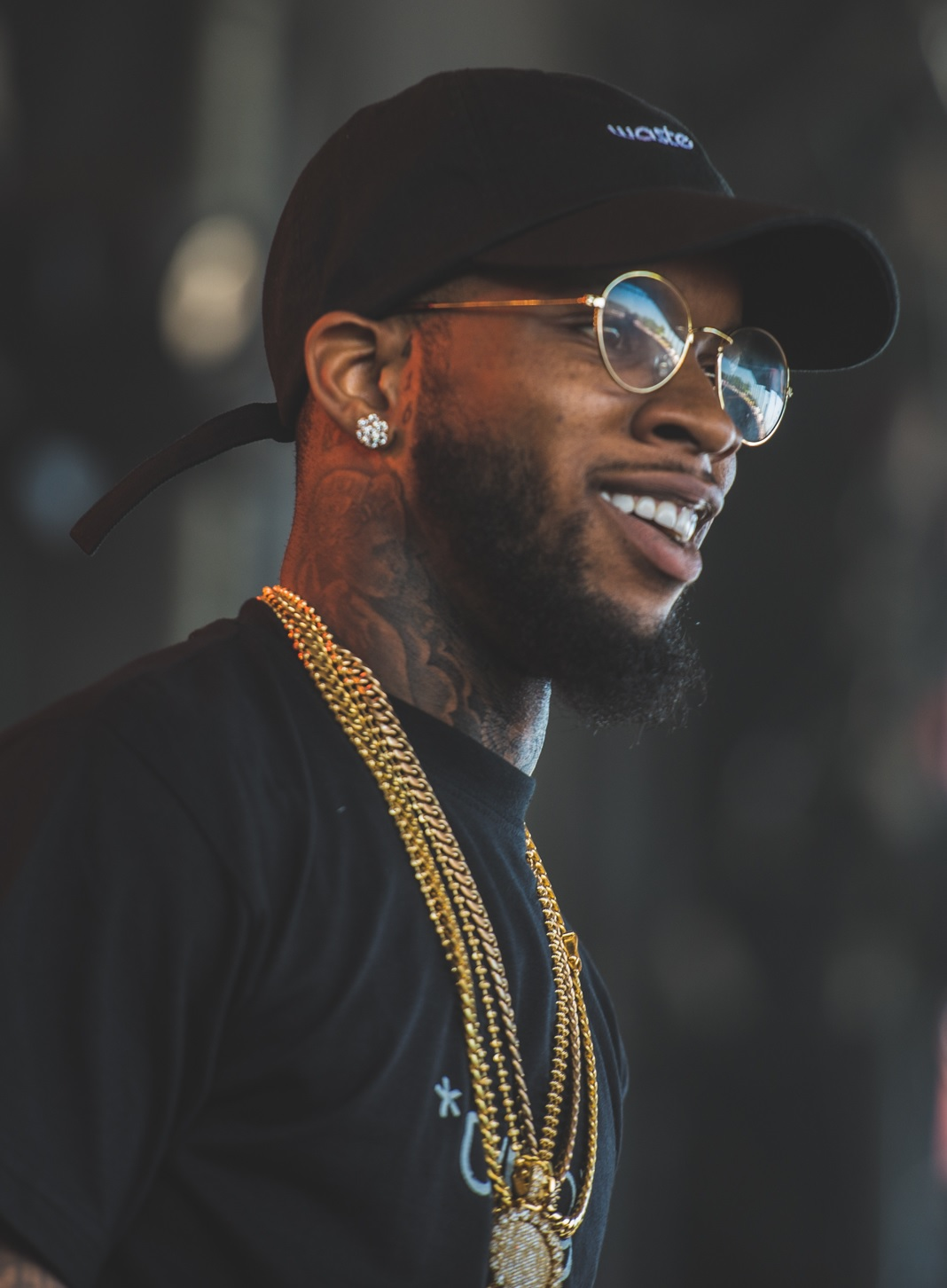
Tory Lanez, fotografiado en 2016.

El 15 de julio de 2020, Megan Thee Stallion declaró que había sufrido heridas de bala y que se había sometido a una cirugía para extraer las balas. Su declaración contradijo un informe anterior de TMZ de que se había lastimado el pie con vidrios rotos tres días antes cuando estaba en un automóvil con el músico de Trap y R&B Tory Lanez (Daystar Peterson) y una mujer no identificada. La policía detuvo el auto y Lanez fue arrestado por cargos de armas luego de un registro del vehículo.
El 27 de julio de 2020, Megan reveló que le habían disparado en ambos pies y denunció los rumores en una sesión de Instagram Live donde contó el incidente del tiroteo y lloró. El mes siguiente, Megan afirmó que Lanez fue la persona que le disparó y dijo: «No le dije a la policía lo que pasó allí inmediatamente porque no quería morir». En una declaración a Variety, el abogado de Megan, Alex Spiro, afirmó que los representantes de Lanez habían intentado lanzar una «campaña de desprestigio», utilizando mensajes falsificados para «vender una narrativa falsa» que desacreditara a Megan. El equipo de Lanez lo negó y afirmó que investigarían quién estaba detrás de los correos electrónicos falsos y luego tomarían las medidas apropiadas. Megan confirmó más tarde que Lanez y su equipo le habían ofrecido dinero para guardar silencio sobre el incidente.
El 8 de octubre de 2020, los fiscales del condado de Los Ángeles acusaron a Lanez de dispararle a Megan Thee Stallion. Su lectura de cargos estaba prevista para el 13 de octubre; sin embargo, fue reprogramado para el 18 de noviembre después de que el abogado de Lanez solicitó un aplazamiento. A Megan se le emitió una orden de protección contra Lanez, ordenándole permanecer al menos 100 yardas (91,4 m) alejado de ella y no contactarla. También se le ordenó entregar todas las armas que posea. En un artículo de opinión para The New York Times, publicado el 13 de octubre de 2020, Megan abordó más a fondo la acusación del tiroteo y escribió: «A las mujeres negras todavía se les falta el respeto y se las ignora constantemente en muchas áreas de la vida. Recientemente fui víctima de un acto de violencia por parte de un hombre. Después de una fiesta, me dispararon dos veces mientras me alejaba de él. No estábamos en una relación. La verdad, me sorprendió que terminé en ese lugar».
En abril de 2022, Lanez fue detenido por violar la orden de protección relacionada con el caso; y fue liberado poco después con una fianza aumentada de 350 000 dólares. El 13 de diciembre de 2022, Megan Thee Stallion testificó en el juicio por agresión de Lanez y declaró que «deseaba que [Tory] me hubiera disparado y matado». El 23 de diciembre de 2022, un jurado condenó a Lanez por tres delitos graves derivados del tiroteo: agresión con una pistola semiautomática, tener un arma de fuego cargada y no registrada en un vehículo y negligencia grave al disparar su arma de fuego. El 8 de agosto de 2023, Tory Lanez fue sentenciado a 10 años de prisión por el tiroteo.

### Demanda y salida de 1501 Certified Entertainment
En 2020 Megan Thee Stallion demandó a su discográfica 1501 Certified Entertainment para renegociar su contrato, después de que su compañía de management Roc Nation lo considerara «dudoso». Inició el hashtag «#FreeTheeStallion» para concienciar sobre el asunto, señalando que «[no] entendía parte de la palabrería» cuando firmó el contrato inicial con 1501.
El 6 de marzo de 2020, lanzó el EP, Suga, en contra de los deseos de 1501, después de que un juez concediera una orden de alejamiento temporal contra la discográfica.
Cuando Thee Stallion publicó Something for Thee Hotties en 2021, la discográfica no lo reconoció como álbum, porque tiene 29 minutos de material nuevo en lugar de 45, por lo que la rapera tendría que publicar dos discos más además de Something. El 18 de febrero de 2022, Thee Stallion presentó una demanda contra la discográfica alegando que Something respeta la definición de álbum con al menos 45 minutos de material. 
El 12 de agosto de 2022, la rapera publicó el segundo álbum de estudio Traumazine, escribiendo con su anuncio sobre la demanda, expresando su decepción y angustia emocional por la dificultad que está experimentando para lanzar su música, pero terminando su mensaje a los fans con la frase «estamos casi fuera». La semana siguiente al lanzamiento del álbum, la rapera presentó una nueva demanda, en la que solicitaba el reconocimiento de su actuación según el contrato, y también pedía un millón de dólares por daños y perjuicios. El bufete de abogados de la discográfica declaró que Thee Stallion sería citada para una declaración en persona a mediados de octubre, y que se emitiría un fallo en mayo de 2023.  El 19 de octubre de 2023, los abogados de 1501 Certified Entertainment confirmaron que «Megan Thee Stallion y 1501 Certified se complacen en anunciar que han llegado a un acuerdo confidencial para resolver sus diferencias legales, [...]. Como parte del acuerdo, ambas partes han acordado separarse de forma amistosa".
Poco después de finalizar el proceso judicial, Megan fundó la compañía independiente de música y entretenimiento Hot Girl Productions. El 2 de febrero de 2024, Thee Stallion firmó un acuerdo de distribución con Warner Music Group (WMG); su masterización y edición musical se publicarán a través de Hot Girl.

## Discografía

### Álbumes de estudio
| Titulo    | Detalles | Posiciones en Listas | Posiciones en Listas | Posiciones en Listas | Posiciones en Listas | Posiciones en Listas | Posiciones en Listas | Posiciones en Listas | Posiciones en Listas | Posiciones en Listas | Certificaciones |
| Titulo    | Detalles | US                   | US R&B /HH           | AUS                  | CAN                  | FRA                  | IRE                  | NLD                  | NZ                   | UK                   | Certificaciones |
| --------- | --- | -------------------- | -------------------- | -------------------- | -------------------- | -------------------- | -------------------- | -------------------- | -------------------- | -------------------- | --------------- |
| Good News | - Lanzamiento: 20 de noviembre de 2020 - Discográfica: 1501 Certified, 300 Entertainment - Formato: LP, CD, cassette, descarga digital, streaming | 2                    | 1                    | 41                   | 9                    | 107                  | 22                   | 77                   | 22                   | 46                   | - RIAA: Platino |

### Mixtapes
| Título                     | Detalles | Posiciones en la listas | Posiciones en la listas | Posiciones en la listas |
| Título                     | Detalles | US                      | US R&B /HH              | US Rap                  |
| -------------------------- | --- | ----------------------- | ----------------------- | ----------------------- |
| Rich Ratchet               | - Lanzamiento: 2016 (US) - Discográfica: Independiente - Formatos: desconocido                                 | —                       | —                       | —                       |
| Megan Mix                  | - Lanzamiento: 2017 (US) - Discográfica: Independiente - Formatos: desconocido                                 | —                       | —                       | —                       |
| Fever                      | - Lanzamiento: 17 de mayo de 2019 - Discográfica: 300 Entertainment - Formatos: Descarga digital, Streaming    | 10                      | 6                       | 5                       |
| Something for Thee Hotties | - Lanzamiento: 29 de octubre de 2021 - Discográfica: 300 Entertainment - Formatos: descarga digital, streaming | 5                       | 3                       | —                       |

### Extended plays
| Título      | Detalle | Posiciones | Posiciones | Posiciones | Posiciones |
| Título      | Detalle | US         | US R&B /HH | US Rap     | CAN        |
| ----------- | --- | ---------- | ---------- | ---------- | ---------- |
| Make It Hot | - Lanzamiento: 18 de septiembrre de 2017 - Discográfica: 1501 Certified - Formatos: Descarga digital, streaming                  | —          | —          | —          | —          |
| Tina Snow   | - Lanzamiento: 21 de diciembre de 2018 - Discográfica: 1501 Certified, 300 Entertainment - Formatos: Descarga digital, streaming | 166        | —          | —          | —          |
| Suga        | - Lanzamiento: 6 de marzo de 2020 - Discográfica: 300 Entertainment - Formatos: Descarga digital, streaming                      | 10         | 7          | 5          | 58         |

## Sencillos

### Como artista principal
| Titulo                                                                     | Año  | Posiciones en Listas | Posiciones en Listas | Posiciones en Listas | Posiciones en Listas | Posiciones en Listas | Posiciones en Listas | Posiciones en Listas | Posiciones en Listas | Posiciones en Listas | Posiciones en Listas | Certificaciones                                   | Álbum                        |
| Titulo                                                                     | Año  | US                   | US R&B /HH           | AUS                  | CAN                  | FRA                  | IRE                  | NZ                   | SCO                  | UK                   | WW                   | Certificaciones                                   | Álbum                        |
| -------------------------------------------------------------------------- | ---- | -------------------- | -------------------- | -------------------- | -------------------- | -------------------- | -------------------- | -------------------- | -------------------- | -------------------- | -------------------- | ------------------------------------------------- | ---------------------------- |
| "Pull Up Late"                                                             | 2017 | —                    | —                    | —                    | —                    | —                    | —                    | —                    | —                    | —                    | —                    |                                                   | Make It Hot                  |
| "Last Week in HTx"                                                         | 2017 | —                    | —                    | —                    | —                    | —                    | —                    | —                    | —                    | —                    | —                    |                                                   | Make It Hot                  |
| "Cocky AF"                                                                 | 2018 | —                    | —                    | —                    | —                    | —                    | —                    | —                    | —                    | —                    | —                    |                                                   | Tina Snow                    |
| "Big Ole Freak"                                                            | 2019 | 65                   | 25                   | —                    | —                    | —                    | —                    | —                    | —                    | —                    | —                    | - RIAA: Platino                                   | Tina Snow                    |
| "Sex Talk"                                                                 | 2019 | —                    | —                    | —                    | —                    | —                    | —                    | —                    | —                    | —                    | —                    | - RIAA: Oro                                       | Fever                        |
| "Realer"                                                                   | 2019 | —                    | —                    | —                    | —                    | —                    | —                    | —                    | —                    | —                    | —                    | - RIAA: Oro                                       | Fever                        |
| "Cash Shit" (con DaBaby)                                                   | 2019 | 36                   | 16                   | —                    | —                    | —                    | —                    | —                    | —                    | —                    | —                    | - RIAA: 2× Platino                                | Fever                        |
| "Hot Girl Summer" (con Nicki Minaj & Ty Dolla Sign)                        | 2019 | 11                   | 7                    | 64                   | 38                   | 37                   | 51                   | —                    | 54                   | 40                   | —                    | - RIAA: 2× Platino - BPI: Plata                   | Sin álbum                    |
| "All Dat" (con Moneybagg Yo)                                               | 2019 | 70                   | 34                   | —                    | —                    | —                    | —                    | —                    | —                    | —                    | —                    | - RIAA: Platino                                   | Time Served                  |
| "Ride or Die" (con VickeeLo)                                               | 2019 | —                    | —                    | —                    | —                    | —                    | —                    | —                    | —                    | —                    | —                    |                                                   | Queen & Slim: The Soundtrack |
| "Diamonds" (con Normani)                                                   | 2020 | —                    | —                    | —                    | —                    | —                    | —                    | —                    | —                    | —                    | —                    |                                                   | Birds of Prey: The Album     |
| "B.I.T.C.H."                                                               | 2020 | 31                   | 15                   | —                    | —                    | —                    | —                    | —                    | —                    | —                    | —                    | - RIAA: Platino                                   | Suga                         |
| "Captain Hook"                                                             | 2020 | 74                   | 41                   | —                    | —                    | —                    | —                    | —                    | —                    | —                    | —                    | - RIAA: Platino                                   | Suga                         |
| "Freak" (con Tyga)                                                         | 2020 | —                    | —                    | —                    | —                    | —                    | —                    | —                    | —                    | —                    | —                    |                                                   | Sin álbum                    |
| "Savage" (solo o remix con Beyoncé)                                        | 2020 | 1                    | 1                    | 4                    | 9                    | 26                   | 3                    | 2                    | 12                   | 3                    | 52                   | - RIAA: 4× Platino - BPI: Platino - RMNZ: Platino | Suga and Good News           |
| "Girls in the Hood"                                                        | 2020 | 28                   | 13                   | —                    | 90                   | —                    | —                    | —                    | —                    | —                    | 129                  | - RIAA: Platino                                   | Good News                    |
| "Don't Stop" (con Young Thug)                                              | 2020 | 30                   | 14                   | —                    | 97                   | —                    | —                    | —                    | —                    | —                    | 61                   | - RIAA: Oro                                       | Good News                    |
| "Thick (Remix)" (con DJ Chose)                                             | 2020 | —                    | —                    | —                    | —                    | —                    | —                    | —                    | —                    | —                    | —                    |                                                   | Sin álbum                    |
| "Body"                                                                     | 2020 | 12                   | 4                    | 57                   | 43                   | —                    | 37                   | —                    | —                    | 44                   | 27                   | - RIAA: Platino                                   | Good News                    |
| "Cry Baby" (con DaBaby)                                                    | 2021 | 28                   | 13                   | —                    | 86                   | —                    | 91                   | —                    | —                    | —                    | 78                   | - RIAA: Platino                                   | Good News                    |
| "I'm a King" (con Bobby Sessions)                                          | 2021 | —                    | —                    | —                    | —                    | —                    | —                    | —                    | —                    | —                    | —                    |                                                   | Coming 2 America             |
| "Pop It" (with Bankroll Freddie)                                           | 2021 | —                    | —                    | —                    | —                    | —                    | —                    | —                    | —                    | —                    | —                    |                                                   | Big Bank                     |
| "On Me (Remix)" (con Lil Baby)                                             | 2021 | —                    | —                    | —                    | —                    | —                    | —                    | —                    | —                    | —                    | —                    |                                                   | Sin álbum                    |
| "Bad Bitches" (with Marshmello and Nitti Gritti)                           | 2021 | —                    | —                    | —                    | —                    | —                    | —                    | —                    | —                    | —                    | —                    |                                                   | Shockwave                    |
| "Thot Shit"                                                                | 2021 | 16                   | 6                    | 38                   | 43                   | —                    | 44                   | —                    | —                    | 65                   | 27                   |                                                   | Something for Thee Hotties   |
| "Butter (Remix)" (con BTS)                                                 | 2021 | —                    | —                    | —                    | —                    | —                    | —                    | 27                   | —                    | —                    | —                    |                                                   | Sin álbum                    |
| "Crazy Family" (con Maluma & Rock Mafia)                                   | 2021 | —                    | —                    | —                    | —                    | —                    | —                    | —                    | —                    | —                    | —                    |                                                   | The Addams Family 2          |
| "SG" (con DJ Snake, Ozuna, & Lisa)                                         | 2021 | —                    | —                    | —                    | 86                   | 87                   | —                    | —                    | —                    | —                    | 19                   |                                                   | Sin álbum                    |
| "Megan's Piano"                                                            | 2021 | —                    | 36                   | —                    | —                    | —                    | —                    | —                    | —                    | —                    | —                    |                                                   | Something for Thee Hotties   |
| "—" denota que el sencillo no se lanzo o no se posiciono en ese territorio |      |                      |                      |                      |                      |                      |                      |                      |                      |                      |                      |                                                   |                              |

### Como artista invitada
| Titulo                                                                                  | Año  | Posiciones en Listas | Posiciones en Listas | Posiciones en Listas | Posiciones en Listas | Posiciones en Listas | Posiciones en Listas | Posiciones en Listas | Posiciones en Listas | Posiciones en Listas | Certificaciones                                                                                   | Álbum                       |
| Titulo                                                                                  | Año  | US                   | US R&B /HH           | AUS                  | CAN                  | FRA                  | GRE                  | NZ                   | UK                   | WW                   | Certificaciones                                                                                   | Álbum                       |
| --------------------------------------------------------------------------------------- | ---- | -------------------- | -------------------- | -------------------- | -------------------- | -------------------- | -------------------- | -------------------- | -------------------- | -------------------- | ------------------------------------------------------------------------------------------------- | --------------------------- |
| "No Pressure" (Drebae con Megan Thee Stallion)                                          | 2018 | —                    | —                    | —                    | —                    | —                    | —                    | —                    | —                    | —                    |                                                                                                   | Sin álbum                   |
| "Poledancer" (Wale con Megan Thee Stallion)                                             | 2018 | —                    | —                    | —                    | —                    | —                    | —                    | —                    | —                    | —                    |                                                                                                   | Wow... That's Crazy         |
| "Bestie" (Bhad Bhabie con Megan Thee Stallion)                                          | 2019 | —                    | —                    | —                    | —                    | —                    | —                    | —                    | —                    | —                    |                                                                                                   | Sin álbum                   |
| "She Live" (Maxo Kream con Megan Thee Stallion)                                         | 2019 | —                    | —                    | —                    | —                    | —                    | —                    | —                    | —                    | —                    |                                                                                                   | Brandon Banks               |
| "Three Point Stance" (Juicy J con City Girls & Megan Thee Stallion)                     | 2019 | —                    | —                    | —                    | —                    | —                    | —                    | —                    | —                    | —                    |                                                                                                   | Sin álbum                   |
| "Pastor" (Quavo & City Girls con Megan Thee Stallion)                                   | 2019 | —                    | —                    | —                    | —                    | —                    | —                    | —                    | —                    | —                    |                                                                                                   | Control the Streets, Vol. 2 |
| "Pose" (Yo Gotti con Megan Thee Stallion & Lil Uzi Vert)                                | 2019 | —                    | —                    | —                    | —                    | —                    | —                    | —                    | —                    | —                    |                                                                                                   | Untrapped                   |
| "Big Booty" (Gucci Mane con Megan Thee Stallion)                                        | 2019 | —                    | —                    | —                    | —                    | —                    | —                    | —                    | —                    | —                    | - RIAA: Oro                                                                                       | Woptober II                 |
| "Fkn Around" (Phony Ppl con Megan Thee Stallion)                                        | 2020 | —                    | —                    | —                    | —                    | —                    | —                    | —                    | —                    | —                    |                                                                                                   | Sin álbum                   |
| "RNB" (Young Dolph con Megan Thee Stallion)                                             | 2020 | —                    | 46                   | —                    | —                    | —                    | —                    | —                    | —                    | —                    |                                                                                                   | Rich Slave                  |
| "WAP" (Cardi B con Megan Thee Stallion)                                                 | 2020 | 1                    | 1                    | 1                    | 1                    | 30                   | 1                    | 1                    | 1                    | 1                    | - RIAA: 6× Platino - ARIA: 3× Platino - BPI: Platino - MC: 2× Platino - RMNZ: Platino - SNEP: Oro | Sin álbum                   |
| "34+35 (Remix)" (Ariana Grande con Doja Cat & Megan Thee Stallion)                      | 2021 | 2                    | —                    | —                    | —                    | —                    | 68                   | —                    | —                    | 2                    |                                                                                                   | Positions                   |
| "Beautiful Mistakes" (Maroon 5 con Megan Thee Stallion)                                 | 2021 | 13                   | —                    | 36                   | 7                    | 38                   | 36                   | 21                   | —                    | 50                   | - RIAA: Platino - ARIA: Oro - MC: Platino - RMNZ: Oro                                             | Jordi                       |
| "I Did It" (DJ Khaled con Post Malone, Megan Thee Stallion, Lil Baby, & DaBaby)         | 2021 | 43                   | 17                   | 99                   | 22                   | —                    | —                    | —                    | 53                   | 33                   |                                                                                                   | Khaled Khaled               |
| "It Was a... (Masked Christmas)" (Jimmy Fallon con Ariana Grande & Megan Thee Stallion) | 2021 | —                    | —                    | —                    | —                    | —                    | —                    | —                    | —                    | —                    |                                                                                                   | Sin álbum                   |
| "—" denota que el sencillo no se lanzo o no se posiciono en ese territorio.             |      |                      |                      |                      |                      |                      |                      |                      |                      |                      |                                                                                                   |                             |

### Otras canciones en listas
| Año  | Título                                                 | Posiciones | Posiciones | Posiciones | Posiciones | Posiciones | Certificaciones   | Álbum       |
| Año  | Título                                                 | US         | US R&B /HH | US Rap     | NZ Hot     | UK         | Certificaciones   | Álbum       |
| ---- | ------------------------------------------------------ | ---------- | ---------- | ---------- | ---------- | ---------- | ----------------- | ----------- |
| 2019 | «Cash Shit» (con DaBaby)                               | 36         | 16         | 14         | —          | —          | - (RIAA): Platino | Fever       |
| 2019 | «Handsome» (Chance the Rapper con Megan Thee Stallion) | —          | 45         | —          | —          | —          |                   | The Big Day |
| 2020 | «Savage»                                               | 20         | —          | —          | 5          | 47         |                   | Suga        |
| 2020 | «Captain Hook»                                         | 74         | 46         | —          | 26         | —          |                   | Suga        |

## Videos musicales
| Año                    | Titulo                 | Otro artista(s)             | Director(es)           | Ref.                   |
| Como artista principal | Como artista principal | Como artista principal      | Como artista principal | Como artista principal |
| ---------------------- | ---------------------- | --------------------------- | ---------------------- | ---------------------- |
| 2019                   | «Ride Or Die»          | VickeeLo                    | Cameron Busby          |                        |
| 2019                   | «Hot Girl Summer»      | Nicki Minaj & Ty Dolla $ign | Desconocido            |                        |
| 2019                   | «Big Ole Freak»        | Ninguno                     | Desconocido            |                        |
| 2019                   | «Realer»               | Ninguno                     | Munachi Osegbu         |                        |
| 2020                   | «Diamonds»             | Normani                     | Desconocido            | [ 179 ] [ 180 ]        |
| 2020                   | «Body»                 | Ninguno                     | Collin Tilley          |                        |
| 2020                   | «Don't Stop»           | Young Thug                  | Collin Tilley          |                        |
| 2020                   | «B.I.T.C.H.»           | Ninguno                     | Eif Rivera             |                        |
| 2021                   | «Thot Shit»            | Ninguno                     | Aube Perrie            |                        |
| 2021                   | «Cry Baby»             | DaBaby                      | Collin Tilley          |                        |
| Como artista Invitada  |                        |                             |                        |                        |
| 2020                   | «WAP»                  | Cardi B                     | Collin Tilley          | [ 181 ]                |
| 2020                   | «34+35 Remix»          | Ariana Grande & Doja Cat    | Stefan Kohli           |                        |
| 2021                   | «Beautiful Mistakes»   | Maroon 5                    | Desconocido            |                        |
| 2021                   | «SG»                   | DJ Snake, Ozuna & Lisa      | Collin Tilley          |                        |

## Premios y nominaciones
| Año  | Premiación                     | Trabajo nominado     | Categoría                                | Resultado | Ref.                    |
| ---- | ------------------------------ | -------------------- | ---------------------------------------- | --------- | ----------------------- |
| 2019 | BET Awards                     | Ella misma           | Mejor artista femenina hip hop           | Nominada  | [ 182 ]                 |
| 2019 | BET Hip Hop Awards             | Ella misma           | MVP del año                              | Nominada  | [ 183 ]                 |
| 2019 | BET Hip Hop Awards             | Ella misma           | Mejor artista en vivo                    | Ganadora  | [ 183 ]                 |
| 2019 | BET Hip Hop Awards             | Ella misma           | Mejor nuevo artista de hip hop           | Nominada  | [ 183 ]                 |
| 2019 | BET Hip Hop Awards             | Fever                | Mejor mixtape                            | Ganadora  | [ 183 ]                 |
| 2019 | Billboard Women in Music       | Ella misma           | Premio Powerhouse                        | Ganadora  | [ 184 ]                 |
| 2019 | MTV Video Music Awards         | «Hot Girl Summer»    | Mejor himno de poder                     | Ganadora  | [ 185 ]                 |
| 2019 | Soul Train Music Awards        | «Cash Shit»          | Canción Hip Hop del Año                  | Nominada  | [ 186 ]                 |
| 2019 | Variety's Hitmakers            | Ella misma           | Artista revelación                       | Ganadora  | [ 187 ]                 |
| 2020 | American Music Awards          | Ella misma           | Artista nuevo del año                    | Nominada  | [ 188 ] [ 189 ]         |
| 2020 | American Music Awards          | Ella misma           | Artista femenina favorita de rap/hip hop | Nominada  |                         |
| 2020 | American Music Awards          | «Savage (Remix)»     | Colaboración del año                     | Nominada  |                         |
| 2020 | American Music Awards          | «WAP»                | Colaboración del año                     | Nominada  |                         |
| 2020 | American Music Awards          | «WAP»                | Canción favorita de rap/hip hop          | Ganadora  |                         |
| 2020 | Apple Music Awards             | Ella misma           | Artista revelación del año               | Ganadora  | [ 190 ]                 |
| 2020 | BET Awards                     | Ella misma           | Mejor artista femenina hip hop           | Ganadora  | [ 191 ]                 |
| 2020 | BET Awards                     | Fever                | Álbum del Año                            | Nominada  |                         |
| 2020 | BET Awards                     | «Hot Girl Summer»    | Mejor colaboración                       | Nominada  |                         |
| 2020 | BET Awards                     | «Hot Girl Summer»    | Vídeo del año                            | Nominada  |                         |
| 2020 | BET Awards                     | «Hot Girl Summer»    | Premio del público                       | Ganadora  |                         |
| 2020 | BET Hip Hop Awards             | «Hot Girl Summer»    | Mejor colaboración                       | Nominada  | [ 192 ] [ 193 ]         |
| 2020 | BET Hip Hop Awards             | «Savage (Remix)»     | Mejor colaboración                       | Ganadora  | [ 192 ] [ 193 ]         |
| 2020 | BET Hip Hop Awards             | «Savage (Remix)»     | Canción del año                          | Nominada  | [ 192 ] [ 193 ]         |
| 2020 | BET Hip Hop Awards             | Ella misma           | Mejor artista en vivo                    | Nominada  | [ 192 ] [ 193 ]         |
| 2020 | BET Hip Hop Awards             | Ella misma           | Compositor del año                       | Nominada  | [ 192 ] [ 193 ]         |
| 2020 | BET Hip Hop Awards             | Ella misma           | Artista hip hop del año                  | Ganadora  | [ 192 ] [ 193 ]         |
| 2020 | BET Hip Hop Awards             | Ella misma           | Artista más popular                      | Ganadora  | [ 192 ] [ 193 ]         |
| 2020 | BET Hip Hop Awards             | Suga                 | Álbum hip hop del año                    | Nominada  | [ 192 ] [ 193 ]         |
| 2020 | Billboard Music Awards         | Ella misma           | Mejor Artista Femenina de Rap            | Nominada  | [ 194 ]                 |
| 2020 | iHeartRadio Music Awards       | Ella misma           | Mejor artista nuevo hip hop              | Nominada  | [ 195 ]                 |
| 2020 | iHeartRadio Music Awards       | «Hot Girl Summer»    | Mejor Letra                              | Nominada  | [ 195 ]                 |
| 2020 | MTV Europe Music Awards        | «WAP»                | Mejor Vídeo                              | Nominada  | [ 196 ] [ 197 ]         |
| 2020 | MTV Europe Music Awards        | «WAP»                | Mejor Colaboración                       | Nominada  | [ 196 ] [ 197 ]         |
| 2020 | MTV Europe Music Awards        | Ella misma           | Mejor Artista Hip Hop                    | Nominada  | [ 196 ] [ 197 ]         |
| 2020 | MTV Europe Music Awards        | Ella misma           | Mejor Artista Estadounidense             | Nominada  | [ 196 ] [ 197 ]         |
| 2020 | MTV Millennial Awards (Brasil) | «Savage»             | Mejor Colaboración Estadounidense        | Nominada  | [ 198 ]                 |
| 2020 | MTV Video Music Awards         | Ella misma           | Artista del Año                          | Nominada  | [ 199 ]                 |
| 2020 | MTV Video Music Awards         | «Savage»             | Canción del Año                          | Nominada  | [ 199 ]                 |
| 2020 | MTV Video Music Awards         | «Savage»             | Mejor Vídeo Hip Hop                      | Ganadora  | [ 199 ]                 |
| 2020 | MTV Video Music Awards         | «Savage»             | Canción del Verano                       | Nominada  | [ 199 ]                 |
| 2020 | MTV Video Music Awards         | «WAP»                | Canción del Verano                       | Nominada  | [ 199 ]                 |
| 2020 | People's Choice Awards         | «WAP»                | La Canción del 2020                      | Nominada  | [ 200 ] [ 201 ]         |
| 2020 | People's Choice Awards         | «WAP»                | El Vídeo Musical del 2020                | Nominada  | [ 200 ] [ 201 ]         |
| 2020 | People's Choice Awards         | «WAP»                | La Colaboración del 2020                 | Ganadora  | [ 200 ] [ 201 ]         |
| 2020 | People's Choice Awards         | Ella misma           | La Artista Femenina del 2020             | Nominada  | [ 200 ] [ 201 ]         |
| 2020 | People's Choice Awards         | «Savage»             | La Canción del 2020                      | Nominada  | [ 200 ] [ 201 ]         |
| 2020 | People's Choice Awards         | «Savage (Remix)»     | La Colaboración del 2020                 | Nominada  | [ 200 ] [ 201 ]         |
| 2020 | Soul Train Music Awards        | «WAP»                | Canción Hip Hop de Año                   | Nominada  | [ 202 ] [ 203 ]         |
| 2020 | Soul Train Music Awards        | «Savage»             | Canción Hip Hop de Año                   | Ganadora  | [ 202 ] [ 203 ]         |
| 2021 | American Music Awards          | Ella misma           | Artista Femenina Hip Hop Favorita        | Ganadora  | [ 204 ] [ 205 ]         |
| 2021 | American Music Awards          | Good News            | Álbum Hip Hop Favorito                   | Ganadora  | [ 204 ] [ 205 ]         |
| 2021 | American Music Awards          | «Body»               | Canción de Tendencia Favorita            | Ganadora  | [ 204 ] [ 205 ]         |
| 2021 | BET Awards                     | Ella misma           | Mejor Artista Femenina Hop Hop           | Ganadora  | [ 206 ] [ 207 ]         |
| 2021 | BET Awards                     | Good News            | Álbum del Año                            | Nominada  | [ 206 ] [ 207 ]         |
| 2021 | BET Awards                     | «Savage (Remix)»     | Elección del Público                     | Ganadora  | [ 206 ] [ 207 ]         |
| 2021 | BET Awards                     | «WAP»                | Elección del Público                     | Nominada  | [ 206 ] [ 207 ]         |
| 2021 | BET Awards                     | «WAP»                | Vídeo del Año                            | Ganadora  | [ 206 ] [ 207 ]         |
| 2021 | BET Awards                     | «WAP»                | Mejor Colaboración                       | Ganadora  | [ 206 ] [ 207 ]         |
| 2021 | BET Awards                     | «Cry Baby»           | Mejor Colaboración                       | Nominada  | [ 206 ] [ 207 ]         |
| 2021 | BET Hip Hop Awards             | Ella misma           | Artista del Año                          | Nominada  | [ 208 ] [ 209 ]         |
| 2021 | BET Hip Hop Awards             | Ella misma           | Mejor Artista en Vivo                    | Nominada  | [ 208 ] [ 209 ]         |
| 2021 | BET Hip Hop Awards             | Ella misma           | Mejor Compositor                         | Nominada  | [ 208 ] [ 209 ]         |
| 2021 | BET Hip Hop Awards             | Ella misma           | Artista Hip Hop del Año                  | Nominada  | [ 208 ] [ 209 ]         |
| 2021 | BET Hip Hop Awards             | «WAP»                | Canción del Año                          | Ganadora  | [ 208 ] [ 209 ]         |
| 2021 | BET Hip Hop Awards             | «WAP»                | Vídeo Hip Hop del Año                    | Ganadora  | [ 208 ] [ 209 ]         |
| 2021 | BET Hip Hop Awards             | «WAP»                | Mejor Colaboración                       | Ganadora  | [ 208 ] [ 209 ]         |
| 2021 | BET Hip Hop Awards             | Good News            | Álbum Hip Hop del Año                    | Nominada  | [ 208 ] [ 209 ]         |
| 2021 | BET Hip Hop Awards             | «On Me (Remix)»      | Mejor Verso                              | Nominada  | [ 208 ] [ 209 ]         |
| 2021 | Billboard Music Awards         | Ella misma           | Mejor Artista Femenina                   | Nominada  | [ 210 ] [ 211 ]         |
| 2021 | Billboard Music Awards         | Ella misma           | Artista más Vendida                      | Nominada  | [ 210 ] [ 211 ]         |
| 2021 | Billboard Music Awards         | Ella misma           | Mejor Artista Femenina de Rap            | Ganadora  | [ 210 ] [ 211 ]         |
| 2021 | Billboard Music Awards         | «Savage»             | Canción más Vendida                      | Nominada  | [ 210 ] [ 211 ]         |
| 2021 | Billboard Music Awards         | «WAP»                | Canción más Vendida                      | Nominada  | [ 210 ] [ 211 ]         |
| 2021 | Billboard Music Awards         | «WAP»                | Canción con más Streaming                | Nominada  | [ 210 ] [ 211 ]         |
| 2021 | Billboard Music Awards         | «WAP»                | Mejor Canción de Rap                     | Nominada  | [ 210 ] [ 211 ]         |
| 2021 | Billboard Music Awards         | «Savage»             | Mejor Canción de Rap                     | Nominada  | [ 210 ] [ 211 ]         |
| 2021 | BMI R&B/Hip-Hop Awards         | «Hot Girl Summer»    | Canción más Interpretada                 | Ganadora  | [ 212 ]                 |
| 2021 | BMI R&B/Hip-Hop Awards         | «Savage»             | Canción más Interpretada                 | Ganadora  | [ 212 ]                 |
| 2021 | BMI R&B/Hip-Hop Awards         | «Savage (Remix)»     | Canción más Interpretada                 | Ganadora  | [ 212 ]                 |
| 2021 | BMI R&B/Hip-Hop Awards         | «WAP»                | Canción más Interpretada                 | Ganadora  | [ 212 ]                 |
| 2021 | Premios Grammy                 | Ella misma           | Mejor artista novel                      | Ganadora  | [ 213 ]                 |
| 2021 | Premios Grammy                 | «Savage (Remix)»     | Grabación del año                        | Nominada  | [ 213 ]                 |
| 2021 | Premios Grammy                 | «Savage (Remix)»     | Mejor interpretación de rap              | Ganadora  | [ 213 ]                 |
| 2021 | Premios Grammy                 | «Savage (Remix)»     | Mejor canción de rap                     | Ganadora  | [ 213 ]                 |
| 2021 | iHeartRadio Music Awards       | Ella misma           | Artista Femenina del Año                 | Nominada  | [ 214 ] [ 215 ]         |
| 2021 | iHeartRadio Music Awards       | Ella misma           | Artista Hip Hop del Año                  | Nominada  | [ 214 ] [ 215 ]         |
| 2021 | iHeartRadio Music Awards       | «Savage (Remix)»     | Mejor Colaboración                       | Ganadora  | [ 214 ] [ 215 ]         |
| 2021 | iHeartRadio Music Awards       | «Savage (Remix)»     | Canción Hip Hop del Año                  | Nominada  | [ 214 ] [ 215 ]         |
| 2021 | iHeartRadio Music Awards       | «WAP»                | Mejor Videoclip                          | Nominada  | [ 214 ] [ 215 ]         |
| 2021 | iHeartRadio Music Awards       | «WAP»                | Mejor Coreografía                        | Nominada  | [ 214 ] [ 215 ]         |
| 2021 | iHeartRadio Music Awards       | «WAP»                | Canción de TikTok del Año                | Nominada  | [ 214 ] [ 215 ]         |
| 2021 | iHeartRadio Music Awards       | «Savage»             | Canción de TikTok del Año                | Nominada  | [ 214 ] [ 215 ]         |
| 2021 | MTV Europe Music Awards        | Ella misma           | Mejor Artista Hip Hop                    | Nominada  | [ 216 ]                 |
| 2021 | MTV Millennial Awards (Brasil) | «Beautiful Mistakes» | Mejor Colaboración Estadounidense        | Nominada  | [ 217 ]                 |
| 2021 | MTV Video Music Awards         | Ella misma           | Artista del Año                          | Nominada  | [ 218 ] [ 219 ] [ 220 ] |
| 2021 | MTV Video Music Awards         | «WAP»                | Vídeo del Año                            | Nominada  | [ 218 ] [ 219 ] [ 220 ] |
| 2021 | MTV Video Music Awards         | «WAP»                | Canción del Año                          | Nominada  | [ 218 ] [ 219 ] [ 220 ] |
| 2021 | MTV Video Music Awards         | «WAP»                | Mejor Colaboración                       | Nominada  | [ 218 ] [ 219 ] [ 220 ] |
| 2021 | MTV Video Music Awards         | «WAP»                | Mejor Vídeo Hip Hop                      | Nominada  | [ 218 ] [ 219 ] [ 220 ] |
| 2021 | MTV Video Music Awards         | «On Me (The Remix)»  | Mejor Vídeo Hip Hop                      | Nominada  | [ 218 ] [ 219 ] [ 220 ] |
| 2021 | MTV Video Music Awards         | «Thot Shit»          | Canción del Verano                       | Nominada  | [ 218 ] [ 219 ] [ 220 ] |
| 2021 | NAACP Image Awards             | «Savage (Remix)»     | Mejor Canción de Rap/Hip Hop             | Ganadora  | [ 221 ] [ 222 ]         |
| 2021 | NAACP Image Awards             | «Savage (Remix)»     | Mejor Colaboración                       | Ganadora  | [ 221 ] [ 222 ]         |
| 2021 | People's Choice Awards         | Ella misma           | La Artista Femenina de 2021              | Nominada  | [ 223 ]                 |
| 2022 | Premios Grammy                 | Montero              | Álbum del Año                            | Nominada  | [ 213 ]                 |
| 2022 | Premios Grammy                 | «Thot Shit»          | Mejor Interpretación de Rap              | Nominada  | [ 213 ]                 |